# 羊圈子站
羊圈子站是一个沈山线上的铁路车站，位于辽宁省盘锦市羊圈子镇，建于1901年，目前为四等站，邮政编码为124104。目前客运：办理旅客乘降；行李、包裹托运；货运：办理整车货物发到。